# Бродка, Моника Мария
Моника Мария Бродка (пол. Monika Maria Brodka; 7 февраля 1987 года) — польская певица, член Фонда звукозаписи ZPAV.

## Биография
В 2004 году Моника Бродка стала участницей, а затем и победительницей третьего сезона популярного шоу «Идол». С этого времени она выпустила несколько альбомов, которые получили огромную популярность.
Свой дебютный альбом Album певица выпустила сразу после окончания проекта, в 2004 году. Album содержал в себе больше кавер-версий, чем произведений, написанных специально для певицы, но это не помешало продать его в количестве 35 000 экземпляров.
Следующий альбом, Moje piosenki, был более авторским, но, как и раньше, скроенный под радио-формат. Бродка обращается к классике европейской популярной музыки — песни становятся короткими и лаконичными, изящными и бодрыми.
После четырёхлетней паузы, певица выпускает свой третий альбом под названием Granda, который после презентации получил громкую критику не только в Польше, но и за рубежом. Эту работу певицы можно по праву считать разнообразной, так как Моника Бродка при создании альбома не ограждалась ни от никаких музыкальных влияний. Об этом свидетельствует его звучание, отчетливо обозначенное электроникой: синтезатором, клавишными, интересными обработками.
В мае 2012 года Моника Бродка выпустила альбом LAX, который был записан в студии Red Bull в Лос-Анджелесе вместе с музыкальным продюсером Бартошем Дзедзицем.

## Дискография
Музыкальные альбомы:
- Album (2004);
- Moje piosenki (2006);
- Granda (2010);
- Clashes (2016);
- Brut (2021).

Мини-альбомы:
- Mini Album vol. 1 (2004);
- Mini Album vol. 2 (2004);
- Lax (2012);
- Sadza (2022).